# حدود المحيطات
حدود المحيطات هي حدود مياه محيطات الأرض. يمكن أن يختلف تعريف وعدد المحيطات اعتمادًا على المعايير المعتمدة. التقسيمات الرئيسية (بترتيب تنازلي وفق المساحة) للمحيطات الخمسة هي المحيط الهادئ والمحيط الأطلسي والمحيط الهندي والمحيط الجنوبي (أنتاركتيكا) والمحيط المتجمد الشمالي. يُطلق على المناطق الأصغر من المحيطات اسم البحار والخلجان والمضائق وغيرها من المصطلحات. من الناحية الجيولوجية، المحيط هو منطقة من القشرة المحيطية مُغطاة بالمياه.

## نظرة عامة
بشكل عام، تُوصف مياه المحيطات بأنها عدة محيطات منفصلة، لكنها تشكل جسمًا عالميًا واحدًا مترابطًا من المياه المالحة يشار إليه أحيانًا باسم المحيط العالمي. يُعتبر مفهوم الجسم المائي المستمر مع وجود تبادل حر نسبيًا بين أجزائه ذي أهمية أساسية في علوم المحيطات.
تُحدد التقسيمات المحيطية الرئيسية جزئيًا اعتمادًا على القارات والأرخبيلات المختلفة ومعايير أخرى. التقسيمات الرئيسية (بترتيب تنازلي وفق المساحة) للمحيطات الخمسة هي المحيط الهادئ والمحيط الأطلسي والمحيط الهندي والمحيط الجنوبي (أنتاركتيكا) والمحيط المتجمد الشمالي. يُطلق على المناطق الأصغر من المحيطات اسم البحار والخلجان والمضائق وغيرها من المصطلحات.
من الناحية الجيولوجية، المحيط هو منطقة من القشرة المحيطية مُغطاة بالمياه. القشرة المحيطية هي طبقة رقيقة من البازلت البركاني المتصلب تحيط وشاح الأرض. القشرة القارية أكثر سمكًا ولكنها أقل كثافة. بالتالي، تمتلك الأرض ثلاثة محيطات: المحيط العالمي وبحر قزوين والبحر الأسود. تشكل بحر قزوين والبحر الأسود من اصطدام قارتي سيميريا ولوراسيا. يُعتبر البحر الأبيض المتوسط أحيانًا محيطًا منفصلًا لأن حركة الصفائح التكتونية قطعت مرارًا ارتباطه بالمحيط العالمي عبر مضيق جبل طارق. يرتبط البحر الأسود بالبحر الأبيض المتوسط عبر مضيق البوسفور، لكن البوسفور هو قناة طبيعية تشكلت عبر الصخور القارية قبل نحو 7000 عام، بدلًا من يكون قطعةً من قاع المحيط مثل مضيق جبل طارق.
على الرغم من أسمائها، فإن بعض «البحار» غير الساحلية الأصغر حجمًا لا ترتبط بالمحيط العالمي، مثل بحر قزوين (الذي يعتبر مع ذلك، من الناحية الجيولوجية، محيطًا كاملًا) والعديد من البحيرات المالحة مثل بحر آرال.

### قائمة المحيطات
ينقسم محيط العالم إلى عدد من المناطق المحيطية الرئيسية التي تحددها القارات وخصائص محيطية تخطيطية مختلفة: المحيط الأطلسي والمحيط المتجمد الشمالي (يُعتبر أحيانًا مصبًا للمحيط الأطلسي) والمحيط الهندي والمحيط الهادئ والمحيط الجنوبي، وذلك وفقًا لتعريف المنظمة الهيدروغرافية الدولية في عام 2000. المحيط الجنوبي هو إضافة جديدة نسبيًا حُدد نتيجة نظامه البيئي المتميز وتأثيره الفريد على المناخ العالمي. في المقابل، تتخلل مياه المحيطات العديد من البحار الصغيرة والخلجان.
عند النظر إليها من القطب الجنوبي للأرض، يمكن رؤية المحيط الأطلسي والهندي والمحيط الهادئ على أنها فصوص تمتد شمالًا من المحيط الجنوبي. في الشمال، يمتد المحيط الأطلسي إلى المحيط المتجمد الشمالي، المتصل بالمحيط الهادئ عبر مضيق بيرينغ، ما يشكل امتدادًا مستمرًا للمياه.
المحيطات الخمسة هي:
- المحيط الهادئ، أكبر المحيطات، يمتد شمالًا من المحيط الجنوبي إلى المحيط المتجمد الشمالي. يمتد عبر الفجوة بين أستراليا وآسيا والأمريكتين. يلتقي المحيط الهادئ بالمحيط الأطلسي في جنوب أمريكا الجنوبية في رأس هورن.
- المحيط الأطلسي، ثاني أكبر محيط، يمتد من المحيط الجنوبي بين الأمريكتين وأفريقيا وأوروبا إلى المحيط المتجمد الشمالي. يلتقي المحيط الأطلسي بالمحيط الهندي في جنوب إفريقيا في رأس أقولاس.
- يمتد المحيط الهندي، ثالث أكبر محيط، شمالًا من المحيط الجنوبي إلى الهند وشبه الجزيرة العربية وجنوب شرق آسيا، وبين إفريقيا في الغرب وأستراليا في الشرق. يرتبط المحيط الهندي بالمحيط الهادئ من الشرق بالقرب من أستراليا.
- المحيط المتجمد الشمالي، أصغر محيط. يرتبط بالمحيط الأطلسي بالقرب من جرينلاند وأيسلندا ويرتبط بالمحيط الهادئ في مضيق بيرينغ. يطل على القطب الشمالي، ويمس أمريكا الشمالية في نصف الكرة الغربي والدول الاسكندنافية وسيبيريا في نصف الكرة الشرقي. المحيط المتجمد الشمالي مغطى جزئيًا بجليد بحري يختلف امتداده مع تغير الفصول.
- المحيط الجنوبي هو محيط مُقترح يحيط بالقارة القطبية الجنوبية، ويكثر فيه التيار القطبي للقطب الجنوبي، ويبدأ عمومًا جنوب خط العرض الجنوبي 60 درجة. المحيط الجنوبي مغطى جزئيًا بجليد بحري يختلف امتداده مع تغير الفصول. المحيط الجنوبي هو ثاني أصغر محيط.

## المحيط المتجمد الشمالي
يغطي المحيط المتجمد الشمالي معظم القطب الشمالي ويمتد إلى أمريكا الشمالية وأوراسيا. يُعتبر أحيانًا بحرًا أو مصبًا للمحيط الأطلسي.
تحدد المنظمة الهيدروغرافية الدولية حدود المحيط المتجمد الشمالي (باستثناء البحار التي يحتويها) على النحو التالي:
بين جرينلاند وويست سبيتسبيرجن - الحد الشمالي لبحر جرينلاند.
بين ويست سبيتسبيرجن ونورأوستلانده - بالتوازي مع خط العرض 80 درجة شمالًا.
من رأس لي سميث إلى رأس كولسات - الحد الشمالي لبحر بارنتس.
من رأس كولسات إلى رأس مولوتوف - الحد الشمالي لبحر كارا.
من رأس مولوتوف إلى أقصى شمال جزيرة كوتيلي - الحد الشمالي لبحر لابتيف.
من الطرف الشمالي لجزيرة كوتيلني إلى النقطة الشمالية لجزيرة رانجل - الحد الشمالي لبحر سيبيريا الشرقي.
من النقطة الشمالية لجزيرة رانجل إلى نقطة بارو - الحد الشمالي لبحر تشاكشي.
من نقطة بارو إلى رأس لاندز إند في جزيرة الأمير باتريك - الحد الشمالي لبحر بوفورت، عبر الساحل الشمالي الغربي لجزيرة الأمير باتريك إلى رأس ليوبولد مكلينتوك، ومن هناك إلى رأس موراي (جزيرة بروك) وعلى طول الساحل الشمالي الاغربي إلى النقطة الشمالية القصوى؛ إلى رأس ماكاي (جزيرة بوردن)؛ عبر الساحل الشمالي الغربي لجزيرة بوردن إلى رأس مالوك، إلى رأس إيزاكسن (جزيرة إلف رينجنيس)؛ إلى النقطة الشمالية الغربية من جزيرة ميغين إلى رأس ستالورثي (جزيرة أكسل هايبرغ) إلى رأس كولجيت في النقطة الغربية القصوى من جزيرة إليسمير؛ عبر الشاطئ الشمالي لجزيرة إليسمير إلى رأس كولومبيا ومن ثم على طول الخط الواصل إلى رأس موريس جيسوب (جرينلاند).

## المحيط الأطلسي
يفصل المحيط الأطلسي الأمريكتين عن أوروبا وأفريقيا. يمكن تقسيمه أيضًا بخط الاستواء إلى المحيط الأطلسي الشمالي والجنوبي.

### المحيط الأطلسي الشمالي
تحدد الطبعة الثالثة، المستعملة حاليًا، من مجلد حدود البحار والمحيطات، التابع للمنظمة الهيدروغرافية الدولية، حدود المحيط الأطلسي الشمالي (باستثناء البحار التي يحتويها) على النحو التالي:
على الغرب. الحدود الشرقية للبحر الكاريبي، الحدود الجنوبية الشرقية لخليج المكسيك من الساحل الشمالي لكوبا إلى كي ويست، والحد الجنوبي الغربي لخليج فندي والحدود الجنوبية الشرقية والشمالية الشرقية لخليج سانت لورانس.
في الشمال. الحد الجنوبي لمضيق ديفيس من ساحل لابرادور إلى جرينلاند والحد الجنوبي الغربي لبحر جرينلاند والبحر النرويجي من جرينلاند إلى جزر شتلاند.
على الشرق. الحد الشمالي الغربي لبحر الشمال، والحدود الشمالية والغربية للبحار الاسكتلندية، والحد الجنوبي للبحر الأيرلندي، والحدود الغربية لبريستول والقنوات الإنجليزية، لخليج بسكاي والبحر الأبيض المتوسط.
في الجنوب. خط الاستواء، من ساحل البرازيل إلى الحد الجنوبي الغربي لخليج غينيا.

### المحيط الأطلسي الجنوبي
تحدد الطبعة الثالثة، المستعملة حاليًا، من مجلد حدود البحار والمحيطات، التابع للمنظمة الهيدروغرافية الدولية، حدود المحيط الأطلسي الجنوبي (باستثناء البحار التي يحتويها) على النحو التالي:
في الجنوب الغربي. خط زوال رأس هورن، في تشيلي (67 درجة و16 دقيقة قوسية غربًا) من تييرا ديل فويغو إلى القارة القطبية الجنوبية؛ خط من رأس فيرجنز (52 درجة و21 دقيقة قوسية جنوبًا 68 درجة و21 دقيقة قوسية غربًا) إلى رأس اسبيريتو سانتو، تييرا ديل فويغو، المدخل الشرقي لمضيق ماجلان.
على الغرب. حدود ريو دي لا بلاتا.
في الشمال. الحد الجنوبي للمحيط الأطلسي الشمالي.
في الشمال الشرقي. حدود خليج غينيا.
في الجنوب الشرقي. من رأس أغولهاس على طول خط الطول 20 درجة شرقًا إلى القارة القطبية الجنوبية.
في الجنوب. القارة القطبية الجنوبية.

## المحيط الهندي
يمتد المحيط الهندي إلى جنوب آسيا ويفصل بين إفريقيا وأستراليا.
تحدد الطبعة الثالثة، المستعملة حاليًا، من مجلد حدود البحار والمحيطات، التابع للمنظمة الهيدروغرافية الدولية، حدود المحيط الأطلسي الشمالي (باستثناء البحار التي يحتويها) على النحو التالي:
في الشمال. الحدود الجنوبية لبحر العرب وبحر لاكشادويب، والحد الجنوبي لخليج البنغال، والحدود الجنوبية لأرخبيل الهند الشرقي، والحد الجنوبي للخليج الأسترالي العظيم.
على الغرب. من رأس أقولاس على خط طول 20 درجة شرقًا، وجنوبًا على طول خط الزوال هذا إلى القارة القطبية الجنوبية.
على الشرق. من رأس جنوب شرق، النقطة الجنوبية لتسمانيا أسفل خط الزوال 146 درجة و55 دقيقة قوسية شرقًا إلى القارة القطبية الجنوبية.
في الجنوب. القارة القطبية الجنوبية.

## المحيط الهادئ
المحيط الهادئ هو المحيط الذي يفصل بين آسيا وأستراليا والأمريكتين. يمكن تقسيمه إلى المحيط الهادئ الشمالي والمحيط الهادئ الجنوبي.

### المحيط الهادئ الشمالي
تحدد الطبعة الثالثة، المستعملة حاليًا، من مجلد حدود البحار والمحيطات، التابع للمنظمة الهيدروغرافية الدولية، حدود المحيط الهادئ الشمالي (باستثناء البحار التي يحتويها) على النحو التالي:
في الجنوب الغربي. الحد الشمالي الشرقي لأرخبيل الهند الشرقي من خط الاستواء إلى جزيرة لوزون.
في الغرب والشمال الغربي. الحدود الشرقية لبحر الفلبين وبحر اليابان والحد الجنوبي الشرقي لبحر أوخوتسك.
في الشمال. الحدود الجنوبية لبحر بيرنغ وخليج ألاسكا.
على الشرق. الحد الغربي للمياه الساحلية لجنوب شرق ألاسكا وكولومبيا البريطانية، والحد الجنوبي لخليج كاليفورنيا.
في الجنوب. خط الاستواء، ولكن باستثناء جزر جيلبرت وجالاباغوس التي تقع في الشمال.

### المحيط الهادئ الجنوبي
تحدد الطبعة الثالثة، المستعملة حاليًا، من مجلد حدود البحار والمحيطات، التابع للمنظمة الهيدروغرافية الدولية، حدود المحيط الهادئ الجنوبي (باستثناء البحار التي يحتويها) على النحو التالي:
على الغرب. من رأس جنوب شرق، النقطة الجنوبية لتسمانيا، أسفل خط الطول 146 درجة و55 دقيقة قوسية شرقًا باتجاه القارة القطبية الجنوبية.
في الجنوب الغربي والشمال الغربي. الحدود الجنوبية والشرقية والشمالية الشرقية لبحر تسمان، الحدود الجنوبية الشرقية والشمالية الشرقية لبحر المرجان، الحدود الجنوبية والشرقية والشمالية من بحار سليمان وبسمارك والحد الشمالي الشرقي لأرخبيل الهند الشرقي من غينيا الجديدة حتى خط الاستواء.
في الشمال. خط الاستواء، ولكن بالإضافة إلى جزر جيلبرت وجالاباغوس التي تقع في الشمال منها.
على الشرق. خط زوال رأس هورن (67 درجة و16 دقيقة قوسية غربًا) من تييرا ديل فويغو إلى القارة القطبية الجنوبية؛ وخط من رأس فيرجين (52 درجة و21 دقيقة قوسية جنوبًا 68 درجة و21 دقيقة قوسية غربًا) إلى اسبيريتو سانتو، وتييرا ديل فويغو والمدخل الشرقي لمضيق ماجلان. (لم تُقبل هذه الحدود رسميًا من قبل الأرجنتين وتشيلي.)

## المحيط الجنوبي
يحتوي المحيط الجنوبي على المياه التي تحيط بالقارة القطبية الجنوبية ويُعتبر أحيانًا امتدادًا للمحيط الهادئ والأطلسي والهندي.
في عام 1928، تضمنت الطبعة الأولى من مجلد حدود المحيطات والبحار الصادر عن المنظمة الهيدروغرافية الدولية المحيط الجنوبي حول القارة القطبية الجنوبية. رُسم المحيط الجنوبي بحدود برية - القارة القطبية الجنوبية في الجنوب، وأمريكا الجنوبية وأفريقيا وأستراليا بالإضافة إلى جزيرة بروتون في نيوزيلندا في الشمال. كانت حدود الأراضي المفصلة المستخدمة هي رأس هورن في أمريكا الجنوبية ورأس أغولهاس في أفريقيا والساحل الجنوبي لأستراليا من رأس ليوين، في أستراليا الغربية، إلى رأس جنوب الشرق، في تسمانيا، عبر الحافة الغربية للمسطح المائي لمضيق باس، ومن ثم جزيرة بروتون قبل العودة إلى رأس هورن.